# Кашима Антлърс
„Кашима Антлърс“ (Kashima Antlers F.C.) е професионален футболен клуб от Осака, Япония.
Основан е през 1947 г. като фирмен отбор на компанията „Сумимото Метал Индъстрис“. През 1975 г. се премества в гр. Кашима, префектура Ибараки и приема името „Кашима Антлърс“.
Тимът е сред неизменните участници в Джей лига 1, от основаването ѝ през 1992 г. Емблемата и английското допълнение в името на отбора е Antlers (еленови рога).

## История
През 1991 г. статутът на отбора се променя, с оглед на участието му в професионалната футболна лига на Япония, също и името на отбора.

## Отличия
- Шампион на Япония: 1996, 1998, 2000, 2001, 2007, 2008, 2009 г.

победител в 1-ви полусезон на шампионата: 1993, 1997 г.
победител във 2-ри полусезон на шампионата: 1998, 2000, 2001 г.
Заб.През 1996 г. шампионатът се провежда в един общ сезон по системата „всеки срещу всеки“, на разменено гостуване. Кашима Антлърс завършва с най-много точки и е обявен за шампион, за разлика от другите години, когато шампиона се решава чрез финален плейоф между победителите в полусезоните.
- Купа на лигата на Япония: 1997, 2000, 2002 г.

финалист: 1999, 2003, 2006 г.
- Купа на императора: 1997, 2000, 2007 г.

финалист: 1993, 2002 г.
- Суперкупа на Япония: 1997, 1998, 1999, 2009, 2010 г.

финалист: 2001, 2002, 2008 г.
- A3 Mazda Champion's Cup: 2003 г.

## Любопитно
През 2000 г. отборът постига първия „трипъл“ в историята на Джей лига 1, печелейки едновременно шампионата, купата на лигата и купата на императора.

## Състав за сезона 2006

### Вратари
- Хитоши Согахата (роден на 02.08.1979/148 мача/0 гола)
- Хидеаки Озава (17.03.1974/10/0)
- Шиничи Шуто (08.06.1983/0/0)
- Тецу Сугияма (26.06.1981/0/0)

### Защитници
- Акира Нарахаши (26.11.1971/307/23)
- Дайки Ивамаса (30 януари 1982/49/8)
- Го Ойва (23.06.1972/309/9)
- Тору Арайба (12.07.1979/196/15)
- Кенджи Ханеда (01.12.1981/15/2)
- Джун Учида (14.10.1977/77/1)
- Тацуя Ишикава (25.12.1979/42/3)
- Ацуто Учида (27.03.1988/0/0)
- Кейта Гото (20.04.1986/0/0)

### Полузащитници
- Ясуто Хонда (25.06.1969/320/4)
- Мицуо Огасавара (05.04.1979/184/43)
- Масаши Мотояма (20.06.1979/158/24)
- Фернанду Алмейда де Оливейра (18.06.1978:83/12) (Бразилия)
- Масаки Чуго (16.05.1982/0/0)
- Шинзо Короки (31.07.1986/8/0)
- Такеши Аоки (28.09.1982/100/1)
- Такуя Нозава (12.08.1981/68/12)
- Чикаши Масуда (19.06.1985/27/4)
- Хироюки Омичи (25.06.1987/0/0)
- Юя Йошизава (20.04.1986/1/0)
- Такуя Ямамото (22.06.1986/0/0)

### Нападатели
- Алекс Минейру (15.03.1975/27/15) (Бразилия)
- Масаки Фукаи (13.09.1980/69/9)
- Ацуши Янагисава (27.05.1977/178/71)
- Юзо Таширо (22.07.1982/6/1)
- Кохеи Танака (11.12.1985/0/0)
- Рюта Сасаки (17.02.1988/0/0)

## Известни бивши играчи
- Бебето (Бразилия)
- Наоки Сома
- Бисмарк (Бразилия)
- Леонардо (Бразилия)
- Коджи Наката
- Акира Нарахаши
- Мозер (Бразилия)
- Зико (Бразилия)

## Известни треньори
- Еду (Бразилия) 1995
- Жоао Карлос (Бразилия) 1996/98
- Зико (Бразилия) 1999

## Адрес на клуба
2887 Aou Higashiyama, Kashima City, Ibaraki 314-0021
- тел. 0299-84-6808
- факс 0299-84-6825